# Otočník evropský

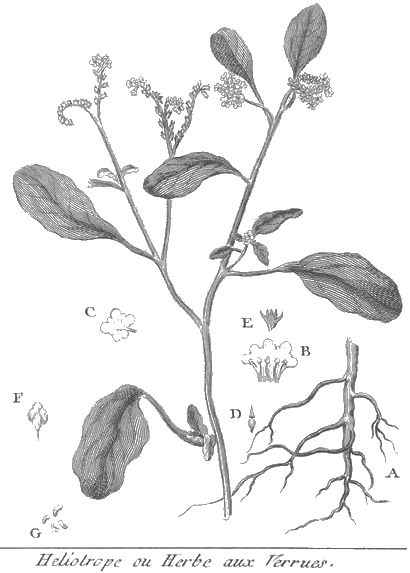
Zobrazení rostliny

Otočník evropský (Heliotropium europaeum) je jednoletá bylina, jediný druh širokého rodu otočník, vyskytující se v České republice. Tento archeofyt je z minulosti znám jako ne příliš významný plevel, ale dnes je v české přírodě, následkem změn v hospodaření s polními pozemky a používání herbicidů, blízko svému vyhynutí. Byl proto v roce 2012 zařazen v "Červeném seznamu cévnatých rostlin České republiky" mezi kriticky ohrožené druhy (C1t).

## Rozšíření
Jeho původní areál se nachází v teplých oblastech střední a východní Evropy a téměř po celém evropském jihu s přesahem na sever Afriky. Směrem na východ pokračuje přes Malou Asii a Kavkaz do Jihozápadní Asie, Střední Asie i na Arabský poloostrov.
Nároky na teplo v období vývoje má značné a ve střední Evropě roste jen v nejvýhřevnějších panonských oblastech. V ČR se občas vyskytoval hlavně na xerotermních územích jižní Moravy v okolí Znojma, Mikulova, Moravského Krumlova, Oslavan a Hustopečí, dnes je nalézán jen výjimečně.

## Ekologie
Slunomilný terofyt rostoucí na polích, vinicích, úhorech i okolo polních cest. Vyžaduje půdu výhřevnou, lehkou, písčitou nebo hlinitou, zásaditou až neutrální. Semena klíčí až pozdě z jara, kdy je půda již značně oteplená. Hlavní období vývoje spadá k počátku podzimu, starší rostliny snášejí chlad a někdy kvetou ještě i po prvých mrazech. Ploidie druhu je 2n = 48.

## Popis
Jednoletá rostlina s lodyhou přímou nebo vystoupavou, v horní části rozkladitě větvenou a vysokou 15 až 40 cm. Hustě chlupatá lodyha, která je na průřezu oblá, uvnitř plná a střídavě porostlá řapíkatými listy, vyrůstá z tlustého, málo větveného a často křivolakého kořene. Listové čepele dlouhé 3 až 6 cm a široké 2 až 3 cm mají tvar široce eliptický, na bázi jsou zúžené do řapíku a na vrcholu tupě špičaté, po obvodě jsou celistvé, na obou stranách chlupaté a mají čtyři až šest párů postranních žilek.
Bílé, nažloutlé nebo slabě namodralé, drobné, nevonné květy vyrůstají v jednoduchých nebo dvojitých, úžlabních i koncových vijanech. Květy bývají dlouhé i široké asi 4 mm, jsou pětičetné, oboupohlavné, přisedlé a nemají listeny. Vytrvalý kalich je hluboce dělený do kopinatých, chlupatých lístků, jež jsou v době zrání plodů doširoka rozložené. Nálevkovitá koruna s lísky v dolní části srostlými má krátkou trubku, jejíž dolní část je zlatožlutá až nazelenalá a horní bílá. Pět tyčinek s krátkými nitkami nese prohnuté špičaté prašníky. Pestík se svrchním semeníkem, z počátku jednodílným a po odkvětu rozděleným do čtyř pouzder, má prstencovitou žlázkou produkující nektar a nese krátkou čnělku s dvouklanou bliznou. Kvete v červenci až září, květy jsou opylovány hmyzem. Opylený květ se vyvine ve tvrdku tvořenou čtyřmi vejčitými, hnědými, bradavičnatými plůdky, asi 2 mm velkými.

## Význam
Otočník evropský byl ještě v polovině 20. století považován za plevelnou rostlinu rostoucí v teplých oblastech poměrně hojně, hlavně v okopaninách, kukuřici a na vinicích. Jeho semena na polích klíčí velmi pozdě, většinou až v době, kdy jsou okopávky již dokončeny a proto mladé semenáče většinou nebývaly zničené. Nebyl plevelem nikterak významným, ale používaní herbicidů jej v české přírodě téměř vyhubilo.
Rostlina je pro většinu savců toxická, obsahuje pyrrolizidinové alkaloidy, např. europin, heliotridin, heliotrin, lasiokarpin, lykopsamin, retronecin, supinidin a další. Jejich reálné nebezpečí spočívá v chronické otravě způsobené delším podáváním i malých dávek, které způsobí hepatotoxicitu, mutagenitu a posléze i karcinogenitu, nejprve je poškozována jaterní tkáň. Tyto látky zůstávají stabilní i v průběhu normálního sušení bylin. V oblastech kde roste na loukách dochází k úhynu pasoucích se zvířat i rození postižených mláďat.

## Galerie

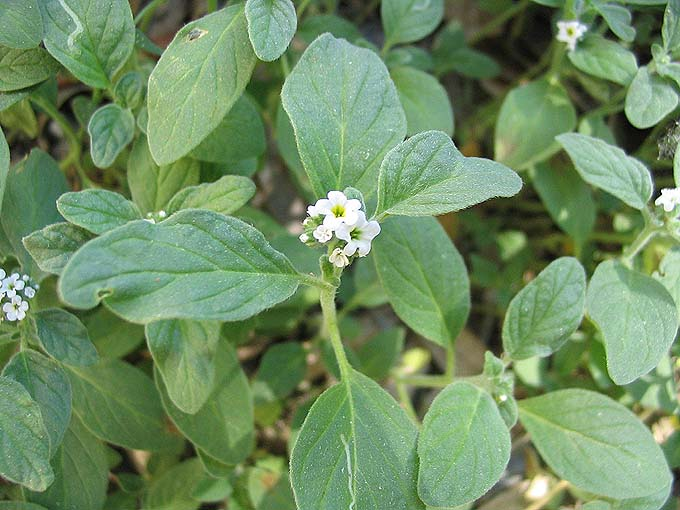
Listy
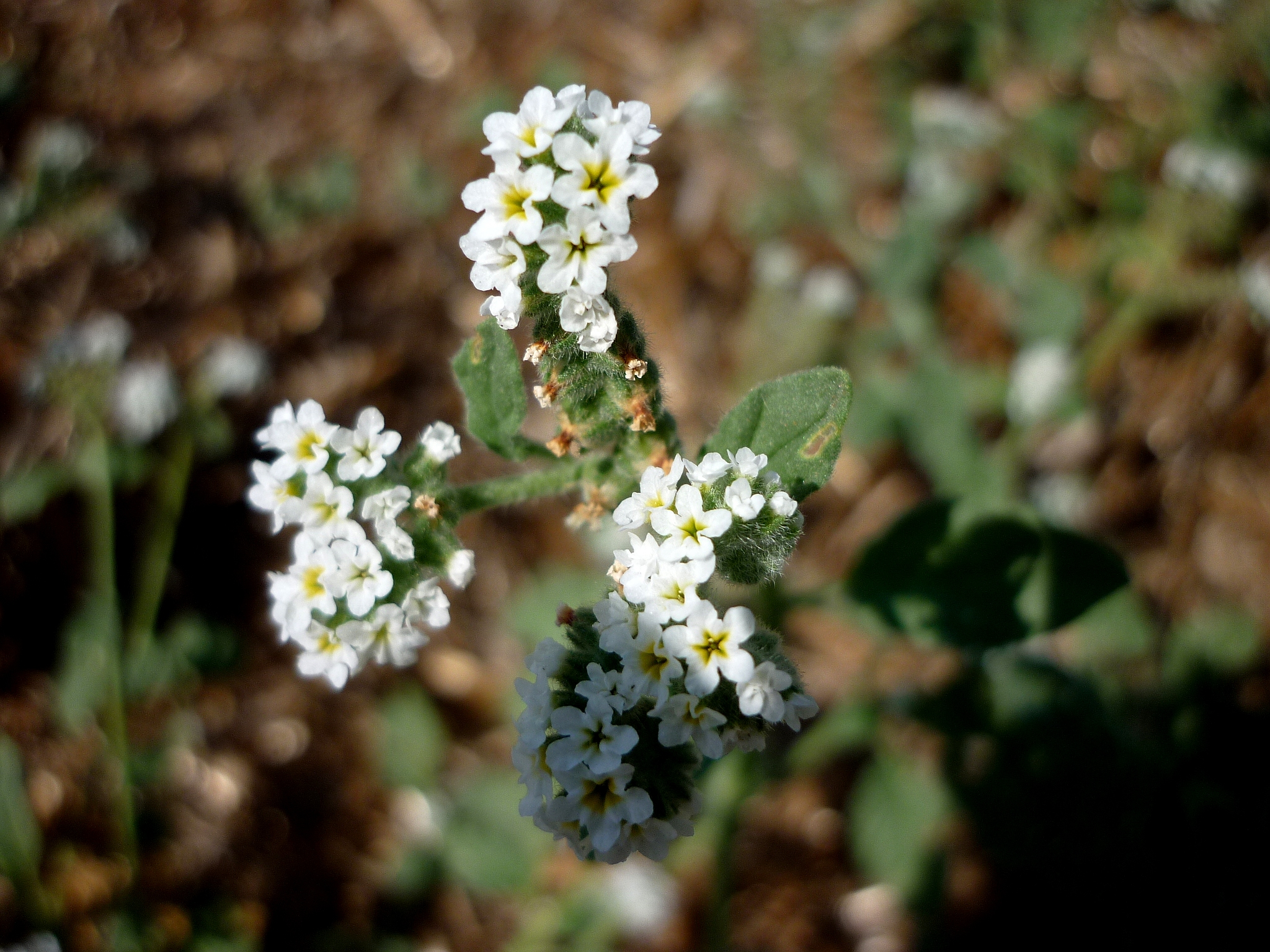
Květenství
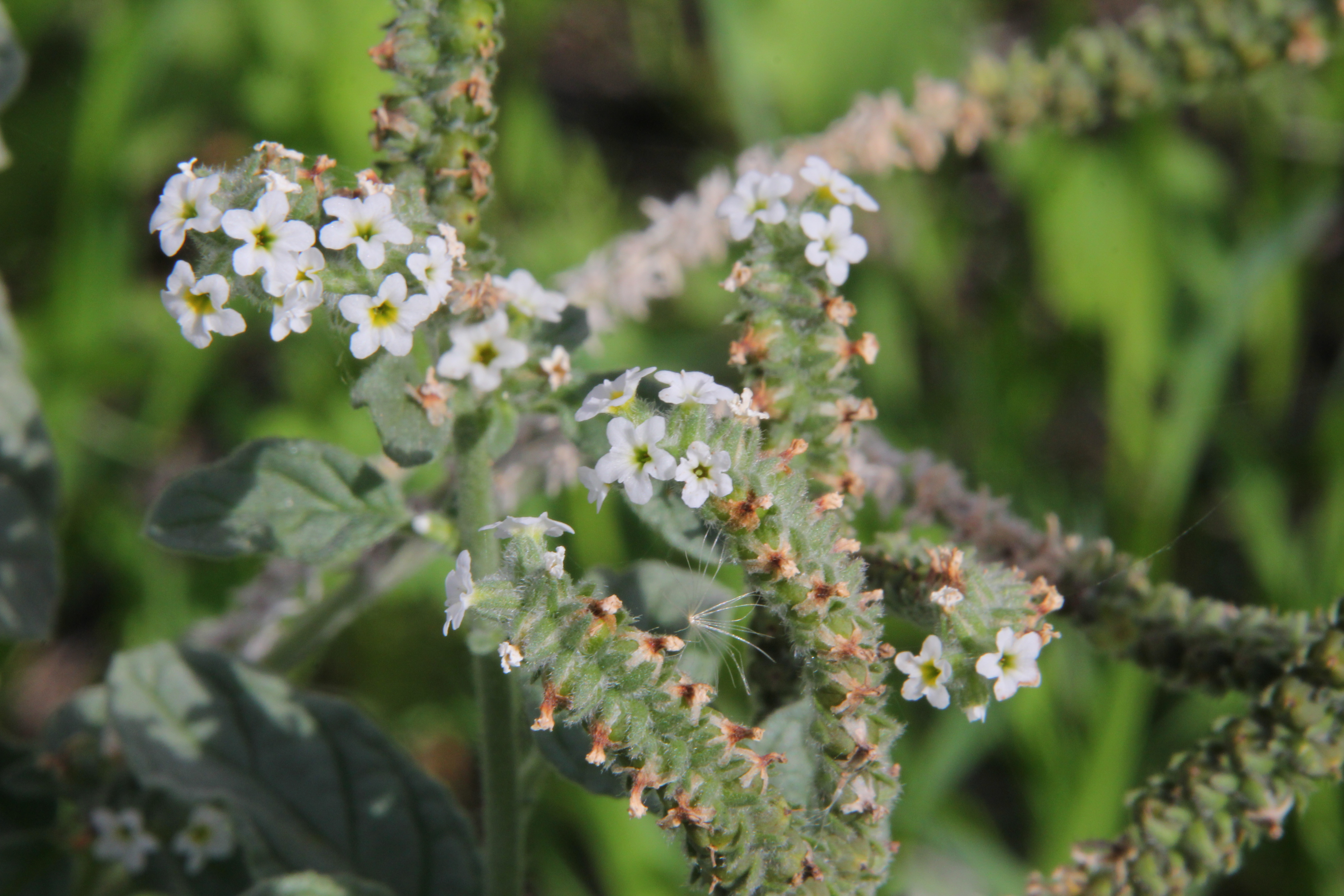
Odkvétající květenství
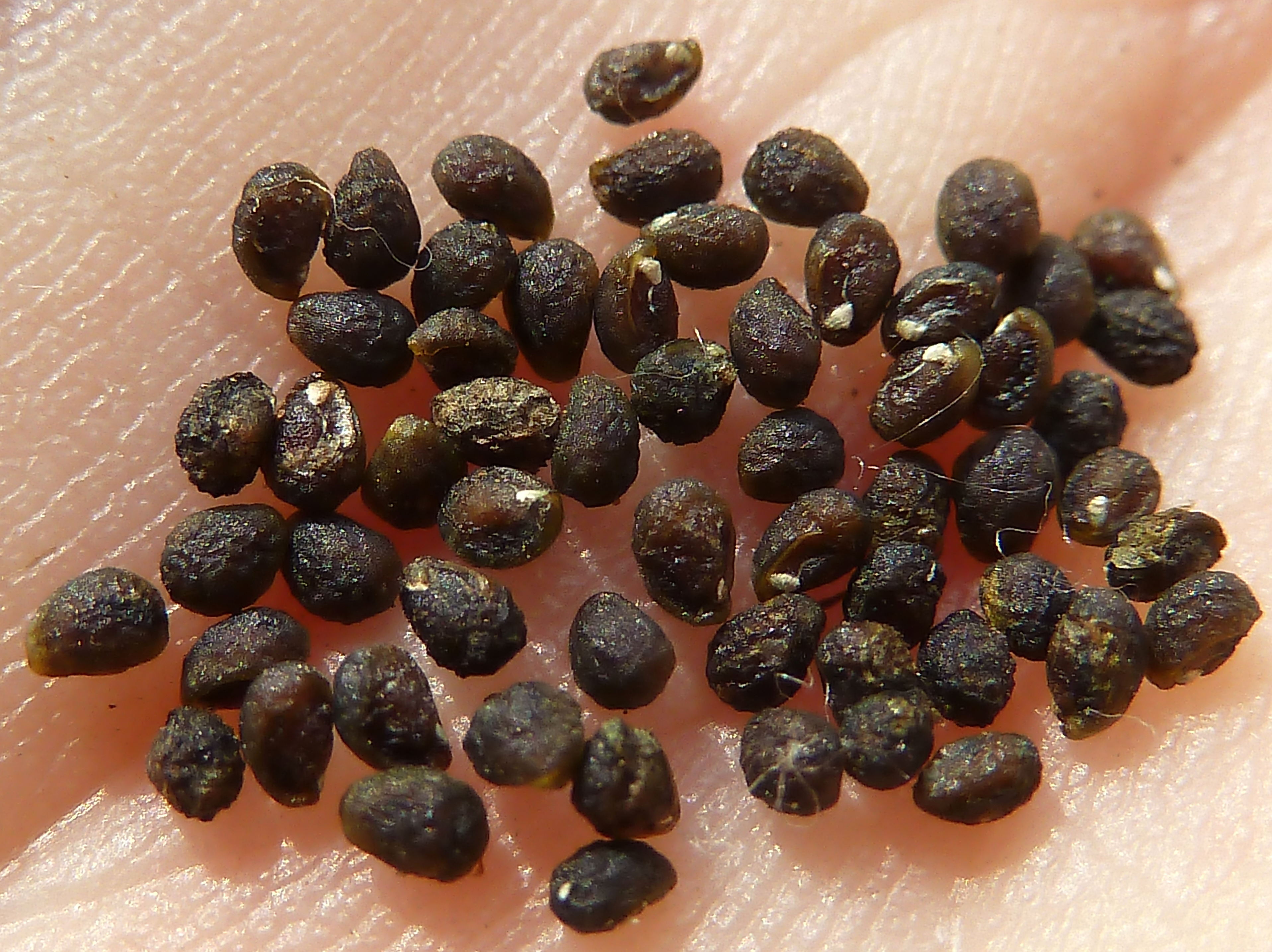
Plody